# Usina (Rio de Janeiro)
Usina é um bairro não-oficial do Rio de Janeiro, cujo território oficialmente faz parte da Grande Tijuca, especificamente do Alto da Boa Vista.

## História

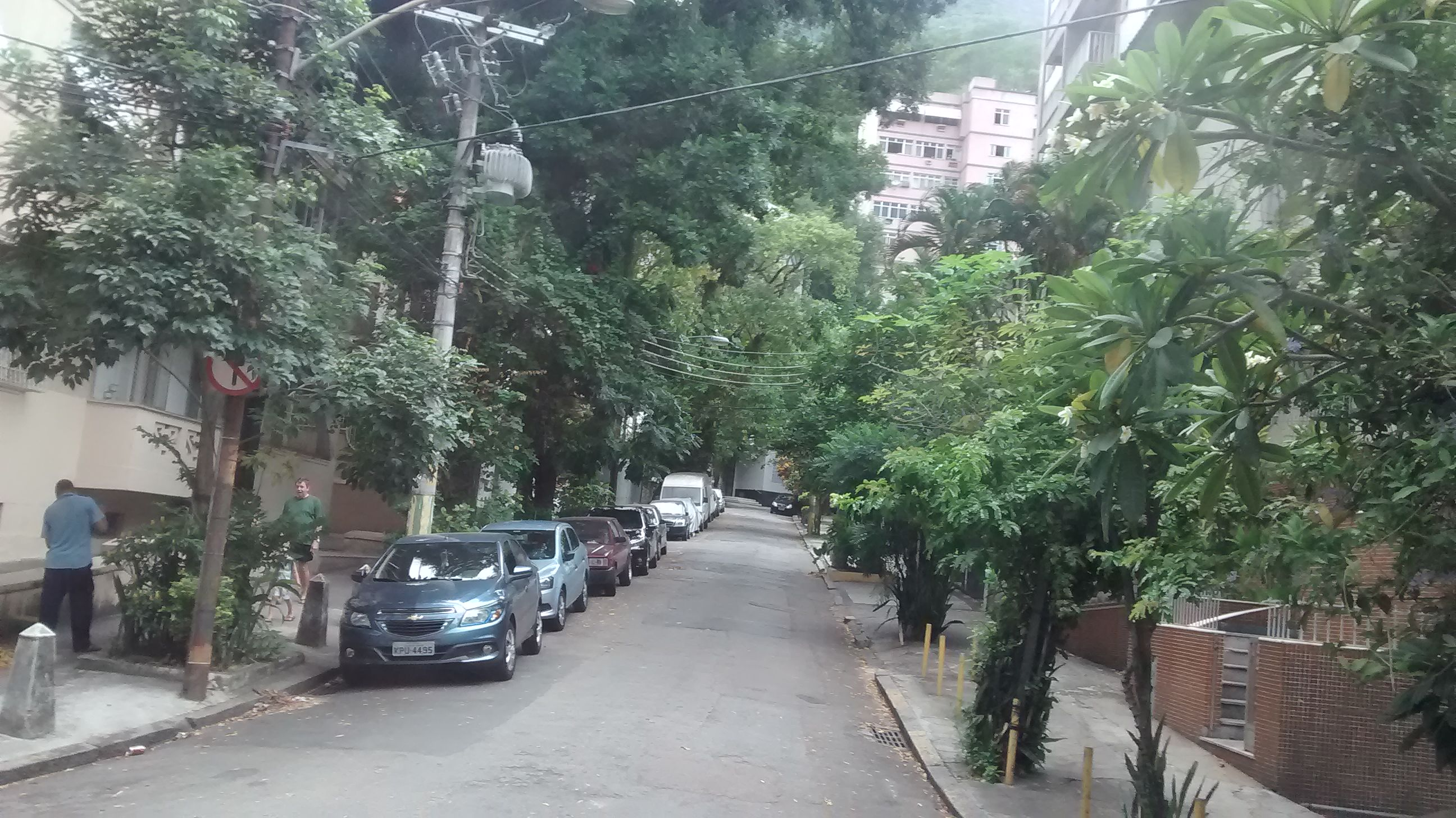
Usina

Localiza-se próximo ao Alto da Boa Vista, onde anteriormente havia uma usina.
Em 1862, a Tijuca passou a ter transporte movido a vapor, através de uma linha de bondes e em 1898 foi criada a segunda linha férrea de bondes movida a eletricidade, a Estrada de Ferro da Tijuca (a primeira foi a linha Largo da Carioca - Largo do Machado, operada pela Botanical Garden Rail Road Company). A eletricidade que movia estes bondes era gerada em uma usina termelétrica localizada na Tijuca. Dessa usina teve origem o nome Usina, para a parte situada no alto, próximo à Serra. 
Apesar de ser um bairro afetado pela violência, devido à proximidade do Morro do Borel, Morro da Formiga e do Morro da Casa Branca, possui ruas e casas de alto padrão nas encostas perto da floresta. Porém, com as instalações das UPP's (Unidade de Polícia Pacificadora) no cinturão da Grande Tijuca, os índices de violência diminuíram muito na região. E na Usina não foi diferente, já que o Borel e a Casa Branca consequentemente receberam as unidades, fazendo com que o preço dos imóveis em toda a região subissem consideravelmente. Este sub-bairro abriga o Montanha Clube, o tradicional Colégio Marista São José e também casas comerciais como banco, supermercado, padarias e o ponto terminal de várias linhas de ônibus.
No local funcionava uma fábrica de cigarros da Souza Cruz até meados dos anos 90, quando em 1997 foi inaugurado no edíficio o Carrefour, que foi fechado em fevereiro de 2004. No fim do bairro, já na fronteira com o Alto da Boa Vista funcionam os pontos finais de inúmeras linhas de ônibus — 220, 229, 415, 426, etc. Nas proximidades do bairro funcionam duas feiras livres, uma às terças-feiras e a outras às sextas, na Avenida Maracanã com a Rua Garibaldi.

### Mídia
Parte da telenovela A Força do Querer, de Gloria Perez, produzida e exibida pela Rede Globo, foi ambientada no bairro.

## Serviços e atrações no bairro

### Educação
- Colégio Marista São José
- Colégio Palas
- Escola Oga Mitá
- Escola Municipal Mario Faccini

### Mercados
- Carrefour desativado em Fevereiro de 2004
- MultiEconomia

Restaurantes:
Subway  Usina-  em frente ao terminal rodoviário;

### Bancos
- Banco Bradesco

### Igrejas
- Igreja Nossa Senhora da Conceição
- Paróquia São Camilo de Lellis[5]

Igreja Adventista do Setimo dia.
Igreja Batista da Usina

### Hospitais
- Ordem Terceira de São Francisco da Penitência

### Clubes sociais e esportivos
- Montanha Clube